# Nanchatte Ren'ai
Nanchatte Renai (なんちゃって恋愛 Amor Falso?) es el sencillo número 40 de Morning Musume. Fue lanzado bajo el sello de Zetima el 12 de agosto de 2009. Fue lanzado el 12 de agosto de 2009 en cuatro versiones: edición regular, un 40.º single conmemorativo y dos versiones de edición limitada.

## Información
Al ser el sencillo número 40 del grupo, "Nanchatte Renai" posee una versión conmemorativa llamada "40th Anniversary" que contiene el lado B "Subete wa Ai no Chikara", una canción diferente a la de las otras versiones del sencillo. La portada de esta versión muestra a Morning Musume en frente de un fondo blanco, en lugar del fondo rojo utilizado para las portadas de las otras versiones.
La edición regular, la Limited A y la Limited B contienen el lado B "Aki Urara" y cada una muestra diferentes portadas.
Todas las versiones del sencillo contienen una versión instrumental de "Nanchatte Renai".
Las dos ediciones limitadas contienen un DVD con versiones alternativas del video "Nanchatte Renai". El DVD de la versión Limited A contiene el video "Nanchatte Ren'ai (Dance Shot Ver.)", un video musical que consiste íntegramente en el grupo bailando la coreografía creada para este sencillo. La versión Limited B contiene "Nanchatte Renai (Close-up Ver. Black)", un video que muestra tomas individuales de las integrantes del grupo.

## Canciones del sencillo

### Edición Regular
- Nanchatte Ren'ai
- Aki Urara (秋麗; Belleza de Otoño)
- Nanchatte Ren'ai (Instrumental)

### Conmemorativo de 40 sencillos
- Nanchatte Renai
- Subete wa Ai no Chikara (すべては愛の力?  El Poder del Amor lo es Todo)
- Nanchatte Renai (Instrumental)

### Edición Limitada A

#### CD
- Nanchatte Ren'ai
- Aki Urara (秋麗)
- Nanchatte Ren'ai (Instrumental)

#### DVD
- Nanchatte Ren'ai (Dance Shot Ver.)

### Edición Limitada B

#### CD
- Nanchatte Ren'ai
- Aki Urara (秋麗)
- Nanchatte Ren'ai (Instrumental)

#### DVD
- Nanchatte Ren'ai (Close-up Ver. Black)

### Event V
1. Nanchatte Ren'ai (Takahashi Ai Ver.)
2. Nanchatte Renai (Niigaki Risa Ver.)
3. Nanchatte Ren'ai (Kamei Eri Ver.)
4. Nanchatte Renai (Michishige Sayumi Ver.)
5. Nanchatte Ren'ai (Tanaka Reina Ver.)
6. Nanchatte Ren'ai (Kusumi Koharu Ver.)
7. Nanchatte Ren'ai (Mitsui Aika Ver.)
8. Nanchatte Ren'ai (Junjun Ver.)
9. Nanchatte Ren'ai (Linlin Ver.)

## Miembros presentes en el sencillo
- 5ª Generación: Ai Takahashi, Risa Niigaki
- 6ª Generación: Eri Kamei, Sayumi Michishige, Reina Tanaka
- 7ª Generación: Koharu Kusumi
- 8ª Generación: Aika Mitsui, Junjun, Linlin

## Posiciones en Oricon y ventas
| Oricon                            |                                                     |
| Oricon                            | Diario (16 de agosto de 2009)                       |
| --------------------------------- | --------------------------------------------------- |
| Oricon                            | #1                                                  |
| Oricon                            | Semanal (11 de agosto de 2009–18 de agosto de 2009) |
| Oricon                            | #2                                                  |
| Oricon                            | Mensual (agosto de 2009)                            |
| Oricon                            | #7                                                  |
| Oricon                            | Ventas totales                                      |
| Oricon                            | 70 299 Al 19 de septiembre de 2009                  |
| Billboard Japan Hot 100           | 18 de agosto de 2009–24 de agosto de 2009           |
| Billboard Japan Hot 100           | #4                                                  |
| Billboard Japan Hot Singles Sales | 18 de agosto de 2009–24 de agosto de 2009           |
| Billboard Japan Hot Singles Sales | #3                                                  |